# Rosemary's Baby (miniserie)
Rosemary's Baby es una miniserie estadounidense de dos episodios. Se trata de una adaptación de la novela de terror del mismo nombre escrita por Ira Levin. Fue escrita por Scott Abbott y James Wong y dirigida por Agnieszka Holland. La miniserie está protagonizada por Zoe Saldaña, Patrick J. Adams y Jason Isaacs.
En España fue emitida en Cosmo TV y en Dark.

## Argumento
Rosemary y Guy Woodhouse dejan la ciudad de Nueva York por París, con la esperanza de seguir adelante tras un doloroso pasado. Se les ofrece un apartamento en la zona más prestigiosa en la ciudad. Escépticos de su buena suerte, se consuelan entre los nuevos amigos y vecinos, los Castevets. Esta pareja les da la bienvenida a los Woodhouse y se involucran en su vida. Rosemary queda embarazada y la carrera de Guy florece. Su vivaz compañera de trabajo, Julie, pasa el tiempo con Rosemary en la ciudad, durante el cual se preocupa por la salud de Rosemary, advirtiéndole a los dos que algo no va bien. Guy comienza a pasar mucho tiempo con Roman Castevet y menos con Rosemary. La esposa de Roman, Margaux, le asegura a Rosemary que las hierbas y la medicina holística le ayudará en el embarazo. La inquisitiva Rosemary comienza a investigar el edificio y sus residentes anteriores. Descubre un pasado oscuro y se da cuenta de quién es Roman en realidad, como también el posible pacto de su marido respecto al bebé y a su carrera.

## Elenco
- Zoe Saldaña como Rosemary Woodhouse.
- Patrick J. Adams como Guy Woodhouse.
- Jason Isaacs como Roman Castevet.
- Carole Bouquet como Margaux Castevet.
- Christina Cole como Julie.
- Olivier Raboudine como Comisionado Fontaine.
- Stefano Cassetti como El Hombre de Ojos Azules.
- François Civil como Jacques.

## Episodios
| N.º | Título    | Director          | Guionista                 | Primera emisión    | Audiencia (en millones) |
| --- | --------- | ----------------- | ------------------------- | ------------------ | ----------------------- |
| 1   | «Night 1» | Agnieszka Holland | Scott Abbott & James Wong | 11 de mayo de 2014 | No disponible           |
| 2   | «Night 2» | Agnieszka Holland | Scott Abbott & James Wong | 15 de mayo de 2014 | No disponible           |

## Desarrollo
El 27 de julio de 2013, Bob Greenblatt, presidente de entretenimiento de la NBC anunció que la cadena puso en desarrollo el proyecto de una miniserie de cuatro horas basada en la novela Rosemary's Baby de Ira Levin, ambientada en París, Francia y escrita por  Scott Abbott y James Wong. El 10 de diciembre, la cadena dio luz verde al proyecto bajo la dirección de Agnieszka Holland.

### Casting
El 8 de enero de 2014, fue anunciado que Zoe Saldaña fue contratada para interpretar al personaje protagónico, Rosemary Woodhouse, una joven mujer que se muda a un departamento en París junto a su esposo. El 20 de enero, se informó que Patrick J. Adams daría vida a Guy, el esposo de Rosemary y Jason Isaacs fue contrato para interpretar a Roman Castevet, un brujo líder de un aquelarre, quien es también el vecino de Rosemary.